# 斯文納群島
69°2′S 76°50′E / 69.033°S 76.833°E
斯文納群島，是南極洲的群島，位於伊利沙伯女皇地，處於勞爾群島西南面26公里的普里茲灣，在1935年2月由挪威探險隊發現，現時由南極條約體系管理。